# Dacnusa danzas
Dacnusa danzas är en stekelart som beskrevs av Papp 2004. Dacnusa danzas ingår i släktet Dacnusa och familjen bracksteklar. Inga underarter finns listade i Catalogue of Life.